# Prowincja wielkopolska świętego Antoniego
Prowincja wielkopolska świętego Antoniego – prowincja zakonu franciszkanów-reformatów utworzona pierwotnie jako kustodia w 1623 r., do rangi prowincji podniesiona w 1639 r. W 1772 r. posiadała 17 klasztorów: Brzeziny koło Łodzi, Chocz, Kalisz, Konin, Lutomiersk, Łabiszyn, Miedniewice, Miejska Górka, Osieczna, Pakość, Poznań, Rawicz, Szamotuły, Szczawin Kościelny, Warszawa, Wieluń, Woźniki. W klasztorach tych przebywało wówczas 389 zakonników - 245 kapłanów, 35 kleryków i 109 braci.
Kasata pruska z 30 października 1810 r. stopniowo obejmowała klasztory prowincji. Formalnie przestała istnieć wraz ze śmiercią ostatniego komisarza prowincji i gwardiana w Woźnikach, Jana Chryzostoma Chrzelińskiego 23 lipca 1841 r. Kilku zakonników żyło jeszcze w rozproszeniu. Ostatni zmarł w 1849 r.